# Седлечек
Седлечек (пол. Siedleczek, нім. Heimdorf) — село в Польщі, у гміні Костшин Познанського повіту Великопольського воєводства.
Населення — 103 особи (2011).
У 1975-1998 роках село належало до Познанського воєводства.

## Демографія
Демографічна структура станом на 31 березня 2011 року:
|          | Загалом | Допрацездатний вік | Працездатний вік | Постпрацездатний вік |
| -------- | ------- | ------------------ | ---------------- | -------------------- |
| Чоловіки | 47      | 4                  | 40               | 3                    |
| Жінки    | 56      | 15                 | 31               | 10                   |
| Разом    | 103     | 19                 | 71               | 13                   |